# Miss Hongdangmu
Pour plus de détails, voir Fiche technique et Distribution.
Miss Hongdangmu (미쓰 홍당무, Misseu Hongdangmu, litt. « mademoiselle Carotte ») est un film sud-coréen réalisé par Lee Kyoung-mi, sorti en 2008.

## Synopsis
Yang Mi-sook est une professeure de russe très peu populaire et qui a l'habitude de rougir très fortement. Elle est amoureuse de son ancien professeur, Seo Jong-cheol, pourtant marié. Celui-ci semble être par ailleurs intéressé par une jeune et jolie nouvelle professeure nommée Lee Yoo-ri. Mi-sook échaffaude alors un plan pour mettre fin à cette idylle naissante avec l'aide Jong-hee, la fille de Jong-cheol.

## Fiche technique
- Titre : Miss Hongdangmu
- Titre original : 미쓰 홍당무 (Misseu Hongdangmu)
- Titre anglais : Crush and Blush
- Réalisation : Lee Kyoung-mi
- Scénario : Park Chan-wook, Lee Kyoung-mi et Park Eun-kyo
- Musique : Jang Young-gyu
- Photographie : Kim Dong-young
- Montage : Shin Min-kyeong
- Production : Park Chan-wook et Lee Min-su
- Pays :  Corée du Sud
- Genre : Comédie
- Durée : 101 minutes
- Dates de sortie : 
  -  Corée du Sud : 16 octobre 2008

## Distribution
- Gong Hyo-jin : Yang Mi-sook
- Seo Woo : Seo Jong-hee
- Lee Jong-Hyuk : Seo Jong-cheol
- Bae Sung-woo : Park Chan-wook, le dermatologue
- Bang Eun-jin : Seong Eun-gyo
- Hwang Woo-seul-hye : Lee Yoo-ri
- Seo Bo-ik : Byeon
- Ra Mi-ran : la tante de Jung-nyeo
- Choi Hee-jin : le professeur donnant des conseils
- Bong Joon-ho : l'étudiant de l'institut privé
- Lee Da-eun

## Distinctions
Le film a été nommé pour cinq Blue Dragon Film Awards et en a remporté deux : meilleur scénario et meilleur nouveau réalisateur.